# 黃瑞 (阮朝)
黃瑞（越南语：／；1848年—？年），越南阮朝官員。

## 生平
黃瑞是廣平省廣寧府豐祿縣武舍總富潤坊（今屬廣平省廣寧縣維寧社）人，嗣德元年（1848年）出生。同慶三年（1888年），黃瑞參加承天場鄉試，考中舉人。成泰元年（1889年），黃瑞會試中格，庭試考中副榜。後任肇豐知府。